# Leith Brodie
Leith Brodie (Australia, 16 de julio de 1986) es un nadador australiano retirado especializado en pruebas de estilo libre, donde consiguió ser medallista de bronce mundial en 2005 en los 4x100 metros estilo libre.

## Carrera deportiva
En el Campeonato Mundial de Natación de 2005 celebrado en Montreal ganó la medalla de bronce en los relevos de 4x100 metros estilo libre, con un tiempo de 3:17.56 segundos, tras Estados Unidos (oro con 3:13.77 segundos) y Canadá (plata con 3:16.44 segundos).